# Procuste
Procuste o più esattamente Procruste (in greco antico: Προκρούστης?, Prokroustes), o Damaste (Δαμαστής, Damastếs) o anche Polifemone (Πολυπήμων, Polipémon), è un personaggio della mitologia greca e fu un gigante e torturatore dell'Attica.

## Genealogia
Figlio di Poseidone, fu padre di Sini, avuto da Sylea.

## Mitologia

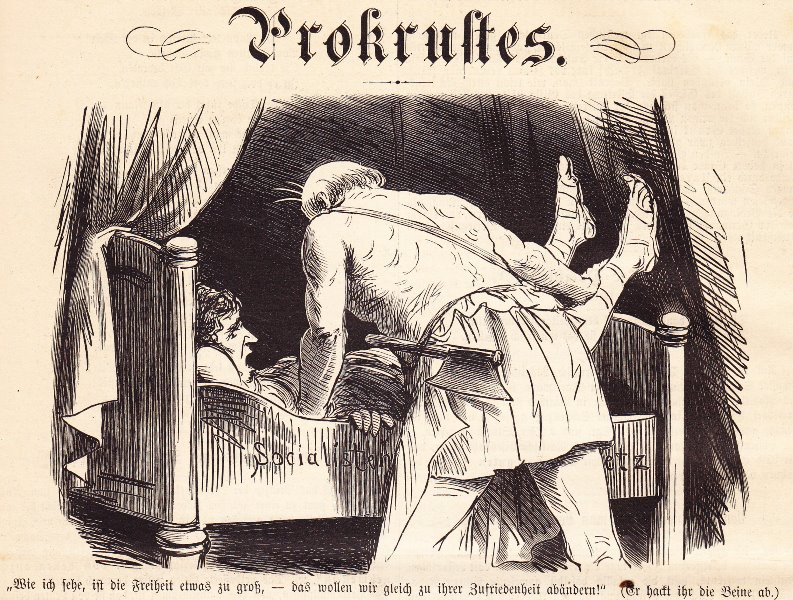

Procuste era il soprannome di un brigante di nome Damaste che, appostato sul monte Coridallo, nell'Attica e lungo la via sacra tra Eleusi e Atene, aggrediva i viandanti e li straziava battendoli con un martello su un'incudine a forma di letto. I malcapitati venivano così torturati e stirati a forza se troppo corti, o amputati qualora i loro arti sporgessero dal letto. Fu ucciso da Teseo che gli fece patire la stessa sorte.

### Ulteriori interpretazioni
Ulteriori interpretazioni del mito (che divennero predominanti) affermavano invece che Damaste possedesse due letti, uno molto corto e uno molto lungo e che usava a seconda della statura della vittima, stirando quelli di bassa statura sul letto lungo e amputando le membra di quelli di alta statura avanzanti dal letto corto.
Con la locuzione letto di Procuste o "letto di Damaste", derivata da questo mito, si indica il tentativo di ridurre le persone a un solo modello, un solo modo di pensare e di agire, o più genericamente una situazione difficile e intollerabile o una condizione di spirito tormentosa.
Il mito è un'efficace descrizione dell'ideologia che non rispetta la realtà ma, quando questa contrasta con la sua teoria, la forza ad ogni costo sul proprio modello.

## Nella cultura di massa
Il mito di Procuste dà il titolo ad una delle opere letterarie del saggista e matematico libanese Nassim Nicholas Taleb, nella quale raccoglie aforismi sulla vita, sulla vita economica, sul caso, sul successo e sulla felicità.